# 周璿
周璿（？—1402年），山東承宣布政使司青州府諸城縣（今山東省諸城縣）人。明朝政治人物。
洪武十七年，中舉人，并任天策衛知事。洪武三十一年，任左僉都御史。朱棣篡權后，周璿與茅大芳一同被逮捕，后不屈而亡。